# Caserne des pompiers à Bela Crkva
La caserne des pompiers à Bela Crkva (en serbe cyrillique : Ватрогасни дом у Белој Цркви ; en serbe latin : Vatrogasni dom u Beloj Crkvi) est située à Bela Crkva, dans la province de Voïvodine et dans le district du Banat méridional, en Serbie. Elle est inscrite sur la liste des monuments culturels de grande importance de la république de Serbie (identifiant no SK 1467).

## Présentation
Le bâtiment a été construit en 1785, à l'époque où Bela Crkva faisait partie de la Frontière du Banat, une zone tampon entre les terres autrichiennes et l'Empire ottoman. Il a d'abord abrité une auberge appelée « Zlatni jelen » (le « Cerf d'or ») puis a servi de local résidentiel et commercial. Il est ensuite devenu une caserne de pompiers.
Il est constitué d'un rez-de-chaussée et d'un étage et s'inscrit dans un plan rectangulaire. Il est doté de murs épais et massifs avec des voûtes de grande portée soutenues par des piliers solides à section carrée. Une galerie court le long des façades sud et ouest et l'ensemble est recouvert d'un toit pentu ; un grand sous-sol occupe la majeure partie de la zone inférieure de l'édifice.
Par son architecture et par la décoration des façades, le bâtiment peut être rattaché au style baroque et il est caractéristique des constructions de la Frontière militaire de la fin du XVIIIe siècle ; il est un des rares survivants des réalisations de cette époque.